# 偏硼酸锂
偏硼酸鋰(化學式︰LiBO2)，是一種實驗室分析用的助熔劑。

## 簡介
偏硼酸鋰的空間群是P21/c，即屬於單斜晶系。晶胞參數為a=5.85(8)Å， b=4.35(7)Å，c=6.46(6)Å，β=115.1(5)°， Z = 4。

## 製備
製備偏硼酸鋰晶體可采用助溶劑法。先將硼化合物和鋰化合物混合，加入助熔劑。平緩地把溶液升温至温度600°C，然後冷卻，結晶後獲得偏硼酸鋰的晶種。再次把溶液加熱，並放置晶種於溶液重新溶化。最後混合物達室温製成大偏硼酸鋰晶體。例如：
{\displaystyle {\ce {Li2O + B2O3 = 2 LiBO2}}}
 或

{\displaystyle {\ce {LiOH + H3BO3 = LiBO2 + 2 H2O ^}}}

## 應用
熔融狀的偏硼酸鋰，可完全分解鎢鉬礦石。
將Li2B4O7與偏硼酸鋰以一比四混合。此溶液可溶解矽酸鋁、碳化硅、碳化硼 等。或將Li2B4O7與偏硼酸鋰以一比一混合，即可溶解鉻礦。 
此外，偏硼酸鋰可用作光譜緩衝劑，以減少在光譜分析時的干擾，且不會造成光散射。 
偏硼酸鋰也可幫助X射線螢光光譜儀作不同化合物的分析。

## 缺點
加入偏硼酸鋰後的溶液會含高鹽量，增加光譜儀背景信號，導致如ICP-OES的靈敏度下降，偵測極限上升，所以誤差更大。